# Ито, Аои
Аои Ито (яп. 伊藤 あおい; род. 21 мая 2004[…], Айти) — японская профессиональная теннисистка. Победительница одного турнира WTA 125 в одиночном разряде; и победительница тринадцати турниров ITF (4 — в одиночном разряде).

## Спортивная карьера
В 2023—2025 годах стала победительницей одного турнира WTA 125 и четырёх турниров ITF в одиночном разряде.
И в 2022—2025 годах стала победительницей ещё девяти турниров ITF в парном разряде.

### 2025
В конце июня 2025 года имея 100-ю позицию в рейтинге, заменила снявшуюся украинку Ангелину Калинину и впервые стала участнице основной сетки Уимблдонского турнира, где в первом круге проиграла 80-й ракетка мира россиянке Камилле Рахимовой со счётом 7-5, 3-6, 2-6.
В конце июля 2025 года пробившись через квалификацию на турнир категория WTA 1000 Открытый чемпионат Канады в Монреале (Канада), во втором круге сенсационно победила 9-ю ракетку мира итальянку Жасмин Паолини со счётом 2-6, 7-5, 7-6(5), но в третьем круге проиграла испанке Джессике Боусас Манейро со счётом 6-4, 5-7, 3-6.